# Manuel Pinto de Fonseca
Manuel Pinto de Fonseca (Lamego, 24 mei 1681 - Valletta, 23 januari 1773) was een Portugese edelman. Hij was een zoon van Miguel Álvaro Pinto de Fonseca, Alcaide Mor de Ranhados en Ana Pinto Teixeira. Manuel was 32 jaar lang grootmeester van de Maltezer Orde.

## Grootmeester
Van 1741 tot 1773 was Pinto in functie als de 68ste grootmeester van de Maltezer Orde. Hij werd verkozen op 18 januari 1741. Op 25 mei 1743 gaf hij zijn naam aan de gemeente Qormi, nu ook bekend als Città Pinto die hiermee stadsrechten verwierf. In 1749 weigerde Cassar, een van zijn lijfwachten, om deel te nemen aan een complot om een slavenopstand te laten uitbreken bij de moslims van Moestapha Pasja. Deze weigering leidde tot de ontdekking en onderdrukking van deze opstand. Deze gebeurtenis werd jaarlijks op 29 juni gevierd.

Het wapen van Qormi

Pinto creëerde tal van nieuwe titels voor de plaatselijke edelen. Dit gaf deze oude adel groter aanzien en hierdoor kon de Maltezer Orde meer belasting van hen vragen. Een ander wapenfeit van Broeder Manuel Pinto de Fonseca was dat de Jezuïeten Malta werden uitgezet.
De grootmeester voltooide de Herberg van Castilië, een van de belangrijkste gebouwen van de Maltese hoofdstad Valletta, waaraan men al in 1574 was begonnen. Zijn borstbeeld en wapens sieren de gevel van het gebouw. Tegenwoordig herbergt dit gebouw het kantoor van de premier van Malta. Pinto heeft ook aanzienlijke donaties gegeven aan de kloosterkerk van de orde. De belangrijkste daarvan was wel die voor twee grote zware klokken. Ze werden in 1747 en 1748 gegoten door de meestergieter van de Orde, Aloisio Bouchot en hangen anno 2009 nog in de Sint-Janscokathedraal. Pinto steunde in 1749 zijn gouverneur op Gozo, Jacques-François de Chambray, met de bouw van een nieuwe hoofdstad voor het eiland. Daarnaast heeft hij ook meerdere pakhuizen gebouwd aan de jachthaven van Valletta die zijn naam dragen. Na zijn dood in 1773 kreeg hij een monumentaal graf met een mozaïek met zijn afbeelding.
Pinto de Fonseca was bevriend met de omstreden Italiaan Cagliostro.

## Wapen
Op het wapen van Pinto zijn vijf rode halve manen afgebeeld, ze symboliseren dat hij vijf keer de Ottomaanse Turken versloeg. De stad Qormi heeft hetzelfde wapen en vlag, oorspronkelijk is dit dus het wapen van de familie Pinto.

## Nageslacht
Broeder Manuel Pinto de Fonseca had een onwettige zoon van Rosenda Paulichi, de dochter van Alberigo Paulichi en diens vrouw Patronilla Ramuzetta. Zijn zoon was José António Pinto de Fonseca e Vilhena. Hij trouwde met zijn nicht Maria Ignácia pinto de Fonseca Teixeira de Sousa e Vilhena, een onrechtmatige dochter van zijn vaders broer Francisco Vaz Pinto en Clara Cerqueira.

## Munt
In 2013 werd door de Central Bank of Malta een stuk van € 10 uitgegeven met de beeltenis van Manuel Pinto de Fonseca. Het betrof een zilveren munt met een beperkte oplage van 2500 stuks.